# Billy Bower
William Bower (18 tháng 9 năm 1887 – tháng 2 năm 1954) là một cầu thủ bóng đá. Ông khởi đầu sự nghiệp với Peel Institute khi thi đấu bóng đá và cricket, sau đó ông thi đấu tại Football League cho Clapton Orient và sau đó là New Brompton, năm 1921 ông trở thành huấn luyện viên và năm 1947 thành chủ sở hữu.